# Annette Oxenius
Pour les articles homonymes, voir Oxenius.
Annette Oxenius (née le 10 novembre 1968) est une immunologiste suisse qui est professeure d'immunologie à l'ETH Zurich. Ses recherches portent sur les interactions hôte-pathogène et sur la manière dont le système immunitaire réagit aux infections pathogènes. Elle reçoit le prix Cloëtta en 2022 et est élue membre de l'Organisation européenne de biologie moléculaire en 2023.

## Formation
Oxenius est née à Zurich et y fait ses études. Elle étudie la biochimie et l'immunologie à l'Université de Zurich, où elle travaille à l'Institut d'immunologie expérimentale. Elle déménage à l'École polytechnique fédérale de Zurich (ETH Zurich) pour ses recherches doctorales, où elle génère des souris réceptrices de lymphocytes T génétiquement modifiées pour comprendre les réponses immunitaires médiées par les lymphocytes T. Elle est chercheuse postdoctorale à l'ETH Zurich et à l'Université d'Oxford.

## Recherche et carrière
En 2002, Oxenius rejoint le corps professoral de l'ETH Zurich, où elle est nommée professeure ordinaire en 2012. Oxenius étudie les interactions entre les pathogènes et leurs hôtes. Elle s'intéresse à la manière dont les cellules du système immunitaire éliminent les infections virales. Elle étudie l'immunité cellulaire chez les patients infectés par le VIH et les voies cellulaires impliquées dans les infections virales.

## Prix et distinctions
- 2002 Prix d'encouragement de la Société suisse de microbiologie [3]
- 2006 Prix Clausthal-Zellerfeld [4]
- 2022 Prix Cloëtta [2]
- 2023 Membre élue de l'Organisation européenne de biologie moléculaire [5]
- 2023 Membre de la Section Microbiologie et Immunologie de l'Académie allemande des sciences Leopoldina.

## Publications (sélection)
- (en) Daniel C Douek, Jason M Brenchley, Michael R Betts, David R Ambrozak, Brenna J Hill, Yukari Okamoto, Joseph P Casazza, Janaki Kuruppu, Kevin Kunstman, Steven Wolinsky, Zvi Grossman, Mark Dybul, Annette Oxenius, David A Price, Mark Connors et Richard A Koup, « HIV preferentially infects HIV-specific CD4+ T cells », Nature, NPG et Springer Science+Business Media, vol. 417, no 6884,‎ 1er mai 2002, p. 95-98 (ISSN 1476-4687 et 0028-0836, OCLC 01586310, PMID 11986671, DOI 10.1038/417095A).
- (en) Andrea Cossarizza, Hyun-Dong Chang, Andreas Radbruch, Mübeccel Akdis, Immanuel Andrä, Francesco Annunziato, Petra Bacher, Vincenzo Barnaba, Luca Battistini, Wolfgang M. Bauer, Sabine Baumgart, Burkhard Becher, Wolfgang Beisker, Claudia Berek, Alfonso Blanco, Giovanna Borsellino, Philip E. Boulais, Ryan R. Brinkman, Martin Büscher, Dirk H. Busch, Timothy P. Bushnell, Xuetao Cao, Andrea Cavani, Pratip K. Chattopadhyay, Qingyu Cheng, Sue Chow, Mario Clerici, Anne Cooke, Antonio Cosma, Lorenzo Cosmi, Ana Cumano, Van Duc Dang, Derek Davies, Sara De Biasi, Genny Del Zotto, Silvia Della Bella, Paolo Dellabona, Günnur Deniz, Mark Dessing, Andreas Diefenbach, James Di Santo, Francesco Dieli, Andreas Dolf, Vera S. Donnenberg, Thomas Dörner, Götz R. A. Ehrhardt, Elmar Endl, Pablo Engel, Britta Engelhardt, Charlotte Esser, Bart Everts, Anita Dreher, Christine S. Falk, Todd A. Fehniger, Andrew Filby, Simon Fillatreau, Marie Follo, Irmgard Förster, John Foster, Gemma A. Foulds, Paul S. Frenette, David Galbraith, Natalio Garbi, Maria Dolores García-Godoy, Jens Geginat, Kamran Ghoreschi, Lara Gibellini, Christoph Goettlinger, Carl S. Goodyear, Andrea Gori, Jane Grogan, Mor Gross, Andreas Grützkau, Daryl Grummitt, Jonas Hahn, Quirin Hammer, Anja E. Hauser, David L. Haviland, David Hedley, Guadalupe Herrera, Martin Herrmann, Falk Hiepe, Tristan Holland, Pleun Hombrink, Jessica P. Houston, Bimba F. Hoyer, Bo Huang, Christopher A. Hunter, Anna Iannone, Hans-Martin Jäck, Beatriz Jávega, Stipan Jonjic, Kerstin Juelke, Steffen Jung, Toralf Kaiser, Tomas Kalina, Baerbel Keller, Srijit Khan, Deborah Kienhöfer, Thomas Kroneis, Désirée Kunkel, Christian Kurts, Pia Kvistborg, Joanne Lannigan, Olivier Lantz, Anis Larbi, Salome LeibundGut-Landmann, Michael D. Leipold, Megan K. Levings, Virginia Litwin, Yanling Liu, Michael Lohoff, Giovanna Lombardi, Lilly Lopez, Amy Lovett-Racke, Erik Lubberts, Burkhard Ludewig, Enrico Lugli, Holden T. Maecker, Glòria Martrus, Giuseppe Matarese, Christian Maueröder, Mairi McGrath, Iain McInnes, Henrik E. Mei, Fritz Melchers, Susanne Melzer, Dirk Mielenz, Kingston Mills, David Mirrer, Jenny Mjösberg, Jonni Moore, Barry Moran, Alessandro Moretta, Lorenzo Moretta, Tim R. Mosmann, Susann Müller, Werner Müller, Christian Münz, Gabriele Multhoff, Luis Enrique Munoz, Kenneth M. Murphy, Toshinori Nakayama, Milena Nasi, Christine Neudörfl, John Nolan, Sussan Nourshargh, José-Enrique O'Connor, Wenjun Ouyang, Annette Oxenius, Raghav Palankar, Isabel Panse, Pärt Peterson, Christian Peth, Jordi Petriz, Daisy Philips, Winfried Pickl, Silvia Piconese, Marcello Pinti, A. Graham Pockley, Malgorzata Justyna Podolska, Carlo Pucillo, Sally A. Quataert, Timothy R. D. J. Radstake, Bartek Rajwa, Jonathan A. Rebhahn, Diether Recktenwald, Ester B.M. Remmerswaal, Katy Rezvani, Laura G Rico, J. Paul Robinson, Chiara Romagnani, Anna Rubartelli, Beate Ruckert, Jürgen Ruland, Shimon Sakaguchi, Francisco Sala-de-Oyanguren, Yvonne Samstag, Sharon Sanderson, Birgit Sawitzki, Alexander Scheffold, Matthias Schiemann, Frank Schildberg, Esther Schimisky, Stephan A Schmid, Steffen Schmitt, Kilian Schober, Thomas Schüler, Axel Ronald Schulz, Ton Schumacher, Cristiano Scotta, T. Vincent Shankey, Anat Shemer, Anna-Katharina Simon, Josef Spidlen, Alan M. Stall, Regina Stark, Christina Stehle, Merle Stein, Tobit Steinmetz, Hannes Stockinger, Yousuke Takahama, Attila Tarnok, ZhiGang Tian, Gergely Toldi, Julia Tornack, Elisabetta Traggiai, Joe Trotter, Henning Ulrich, Marlous van der Braber, René A. W. van Lier, Marc Veldhoen, Salvador Vento-Asturias, Paulo Vieira, David Voehringer, Hans-Dieter Volk, Konrad von Volkmann, Ari Waisman, Rachael Walker, Michael D. Ward, Klaus Warnatz, Sarah Warth, James V. Watson, Carsten Watzl, Leonie Wegener, Annika Wiedemann, Jürgen Wienands, Gerald Willimsky, James Wing, Peter Wurst, Liping Yu, Alice Yue, Qianjun Zhang, Yi Zhao, Susanne Ziegler et Jakob Zimmermann, « Guidelines for the use of flow cytometry and cell sorting in immunological studies », European Journal of Immunology, Wiley-Blackwell, vol. 47, no 10,‎ 1er octobre 2017, p. 1584-1797 (ISSN 0014-2980 et 1521-4141, OCLC 01568458, PMID 29023707, DOI 10.1002/EJI.201646632).
- (en) Alexandra Trkola, Herbert Kuster, Peter Rusert, Beda Joos, Marek Fischer, Christine Leemann, Amapola Manrique, Michael Huber, Manuela Rehr, Annette Oxenius, Rainer Weber, Gabriela Stiegler, Brigitta Vcelar, Hermann Katinger, Leonardo Aceto et Huldrych F Günthard, « Delay of HIV-1 rebound after cessation of antiretroviral therapy through passive transfer of human neutralizing antibodies », Nature Medicine, NPG et Springer Science+Business Media, vol. 11, no 6,‎ 8 mai 2005, p. 615-622 (ISSN 1078-8956 et 1546-170X, OCLC 471508019, PMID 15880120, DOI 10.1038/NM1244).